# Fóia
Fóia ist ein 902 m hoher Berg in Portugal westlich von Monchique. Der zur Serra de Monchique gehörende Berg ist die höchste Erhebung der Algarve und damit Südportugals.

## Einordnung
Die höchste Erhebung Kontinentalportugals ist der Torre mit 1993 m in der Serra da Estrela in Mittelportugal.
Der gleichnamige Vulkan auf der zu den Azoren gehörenden Insel Pico ist mit 2351 m die höchste Erhebung Portugals.

## Details
Auf dem Berg befinden sich mehrere Sendeanlagen und ein Windpark.

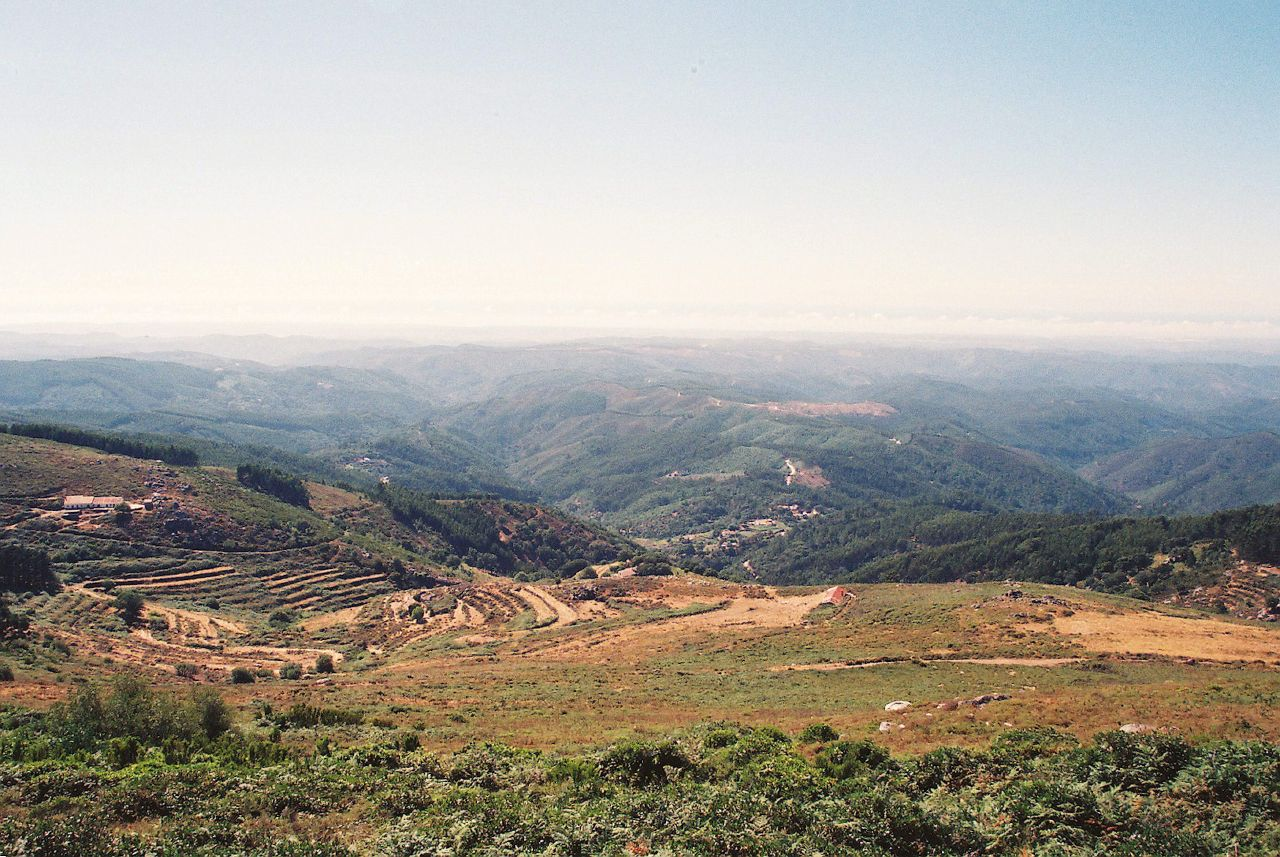
Blick vom Gipfel des Fóia in die Täler der Serra de Monchique